# Pomieszanie języków

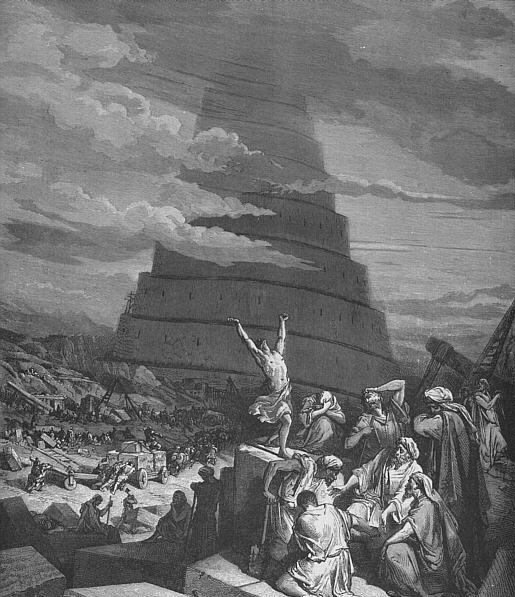
Pomieszanie języków w wizji Gustave'a Dorégo

Pomieszanie języków (confusio linguarum) – dawne podzielenie się języków ludzkich opisane w Księdze Rodzaju 11:1–9 jako rezultat budowy wieży Babel.

## Oryginalny opis
Tekst sugeruje, że przed opisanym wydarzeniem ludzkość używała tylko jednego języka. Mógł być on identyczny lub pochodzić od języka adamowego, jakim mieli mówić Adam i Ewa w raju. Pomieszanie języków polegało na podzieleniu się tego języka na 70 bądź 72 dialekty. Ich liczba zależy od tradycji. Czasami interpretowano to jako zaprzeczenie tekstu z Księgi Rodzaju 10:5:

Od nich pochodzą mieszkańcy wybrzeży i wysp, podzieleni według swych krajów i swego języka, według szczepów i według narodów.

Kwestia ta powstaje tylko w przypadku, gdy Rdz 10:5 interpretuje się jako opisujące czasy wcześniejsze, a więc i niezależne od opowieści o wieży Babel, a nie ogólny komentarz do wydarzeń opisanych w dalszej części, w 11 Rozdziale Rdz. Tekst z Rdz 10 odnosi się do podziału ludzkości w 10:25:

(...) za jego czasów ludzkość się podzieliła.

Uważa się, że odnosi się on do podziału języków właśnie, a nie do fizycznego podziału Ziemi (jak na przykład wydzielenie się kontynentów).

## Interpretacje
W średniowieczu język hebrajski szeroko uznawano za język, w którym Bóg Ojciec przemawiał do Adama w raju, a także używany przez Adama przez różnorodnych nauczycieli wśród żydów, chrześcijan i muzułmanów. Dante Alighieri w Boskiej komedii sugeruje jednak, że język używany w raju był odmienny od późniejszego hebrajskiego, jako że Adam zwracał się do Boga, używając I, a nie El.
Wyprzedzając akceptację indoeuropejskiej rodziny językowej, języki te uznawano niekiedy za „jafetyczne”. Uważał tak choćby Rasmus Rask (1815). Z początkiem renesansu przyjmowano pierwszeństwo przed hebrajskim rzekomego języka jafetycznego, który nigdy nie miał ulec zepsuciu, jako że używający go ludzie nie brali udziału w budowie wieży Babel. Wśród kandydatów na dzisiejszych potomków języka adamowego wymieniano języki goidelskie (Auraicept na n-Éces), toskański (Giovan Battista Gelli, 1542, Pier Francesco Giambullari, 1564), holenderski (Goropius Becanus, 1569, Abraham Mylius, 1612), szwedzki (Olof Rudbeck starszy, 1675), niemiecki (Georg Philipp Harsdorffer, 1641, Justus Georg Schottel, 1641), słowiański (jako prekursor polskiego – Wojciech Dębołęcki). Szwedzki lekarz Andreas Kempe napisał w 1688 satyryczny traktat, w którym bawił się sporem pomiędzy europejskimi nacjonalistami twierdzącymi, że ich rodzimy język to język adamowy. Przejaskrawiając wysiłki Szweda Olausa Rudbecka dla uznania szwedzkiego za pierwotny język ludzkości, Kempe napisał parodię, w której Adam mówi po duńsku, Bóg jest Szwedem, wąż natomiast – frankofonem. Zagadnieniem tym zajmowała się również Anna Katarzyna Emmerich, mistyczka katolicka.
Prymat hebrajskiego cały czas utrzymywali pewni autorzy do powstania współczesnej lingwistyki w pierwszej połowie XVIII stulecia. Przykłady stanowią Pierre Besnier (1648–1705) w A philosophicall essay for the reunion of the languages, or, the art of knowing all by the mastery of one (1675) i Gottfried Hensel (1687-1767) w Synopsis Universae Philologiae (1741).